# اتفاقية نيروبي الدولية بشأن إزالة حطام السفن

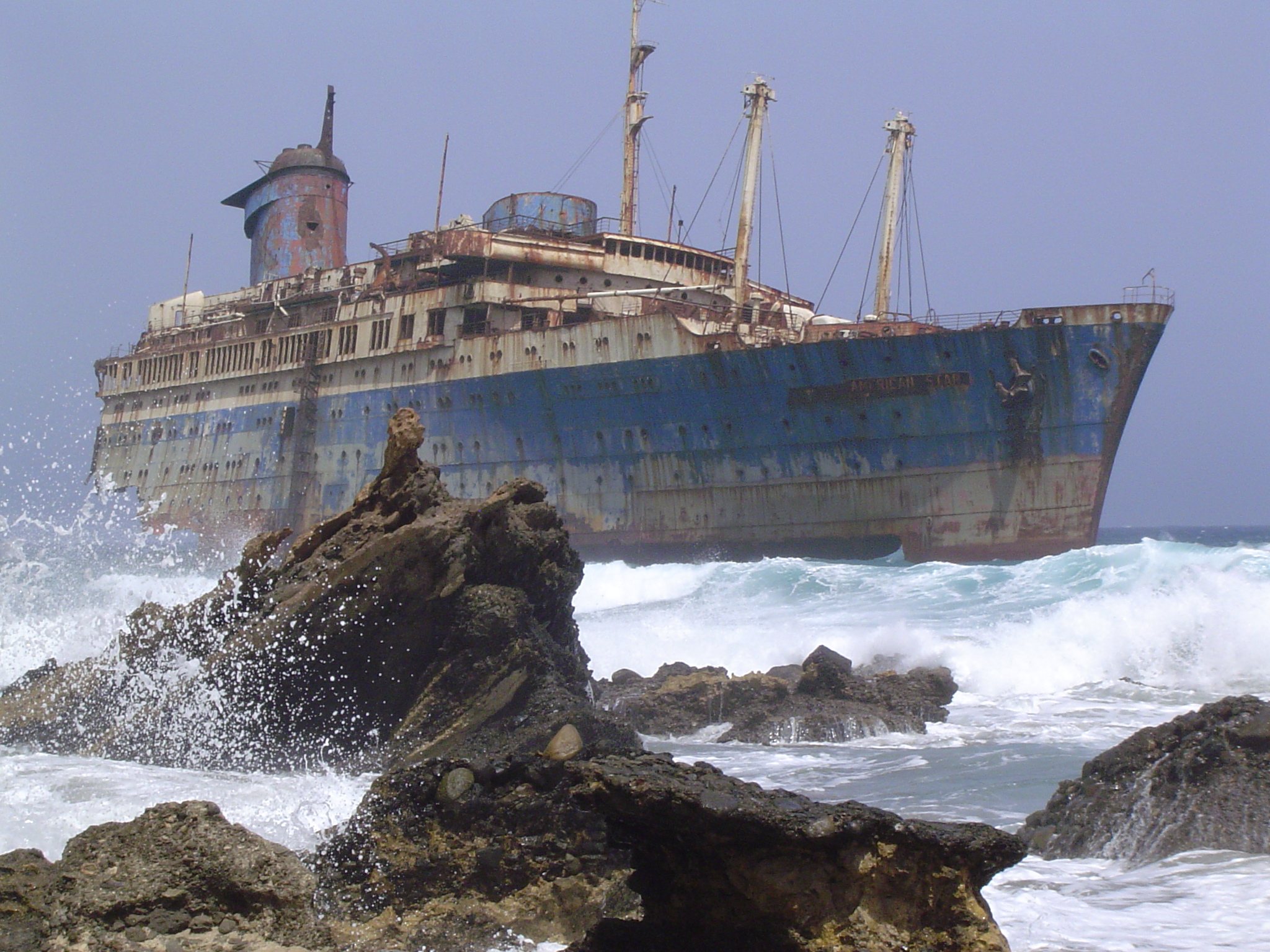

اتفاقية نيروبي الدولية بشأن إزالة حطام السفن (بالإنجليزية: Nairobi International Convention on the Removal of Wrecks) هي معاهدة وقعت عام 2007 من قبل المنظمة البحرية الدولية.
الغرض من الاتفاقية هو وضع قواعد موحدة للإزالة السريعة والفعالة لحطام السفن الواقعة في المنطقة الاقتصادية الخالصة للدولة التي قد تكون خطرة على الملاحة أو البيئة. تمنح الاتفاقية الدول سلطة إزالة الحطام من جزء من منطقتها الاقتصادية الخالصة الموجود داخل المياه الدولية دون أي إشارة ضمنية إلى أن الدولة تطالب بالسيادة على تلك المنطقة. تم إبرام الاتفاقية في نيروبي كينيا، في 18 مايو 2007. ودخلت حيز التنفيذ في 14 أبريل 2015 بعد أن صدقت عليها عشر دول. اعتبارًا من نوفمبر 2018، تم التصديق على الاتفاقية من قبل 41 دولة.